# Hugo Salmson

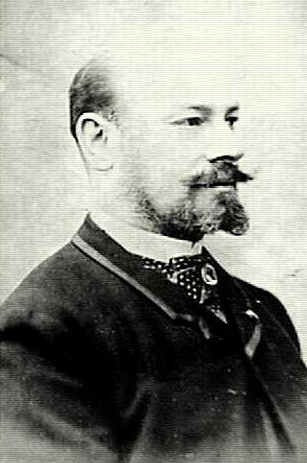
Hugo Salmson

Hugo Fredrik Salmson (* 7. Juli 1843 in Stockholm; † 1. August 1894 in Lund) war ein schwedischer Maler.

## Biografie
Salmson folgte zunächst dem Wunsch seines Vaters, der Grossist war, und begann eine Wirtschaftsausbildung, doch schon bald schwenkte er auf die künstlerische Laufbahn über. Er wurde 1861 in eine Schule aufgenommen, die der Königlichen Kunstakademie angeschlossen war, und setzte seine Studien an der Haupteinrichtung fort. Im Jahr 1867 gewann Salmson eine königliche Medaille, die mit einem dreijährigen Reisestipendium verbunden war.
Während der Studienreise besuchte Salmson Kopenhagen, Düsseldorf (1867) und ein Atelier in Paris, das auf das Kopieren von Historienmalereien sowie von Genrebildern des 16. und 17. Jahrhunderts spezialisiert war. 1868 machte sich Salmson selbstständig mit einer eigenen Werkstatt. Aufgrund des Deutsch-Französischen Krieges hielt er sich einige Monate in Brüssel auf. Ab 1870 gehörte Salmson zu den ständigen Ausstellern beim Salon de Paris. Für Studien besuchte er mehrfach die Region Picardie und sein Heimatland. Als gewähltes Mitglied der Königlichen Kunstakademie in Stockholm schloss er sich der Gruppierung Opponenterna an, die eine Modernisierung der künstlerischen Ausbildung einforderte. Bei einem seiner Besuche in Schonen gab er Prinz Eugen Unterricht.
In dieser Zeit vermuteten Salmsons Bekannte bei ihm psychische Probleme. Vermutlich nahm er sich aufgrund dieser bei einem Hotelaufenthalt in Lund das Leben.
Salmsons Gemälde waren vor allem in Schweden umstritten. Seine Werke erhielten jedoch mehrere Preise und sie wurden von den Galerien aufgekauft. Die Kritiken zu Salmsons Abbildungen des täglichen Lebens, die hauptsächlich zum Spätwerk zählen, spiegeln den Streit zwischen den verschiedenen Kunstrichtungen der Zeit wider. Während Fritz von Dardel die Darstellungen von Bauersfrauen als „schrecklich hässliche und schmutzige Motive“ ablehnte, sprach Carl Rupert Nyblom den Frauen und Mädchen einen auffallenden Charme zu.

## Galerie

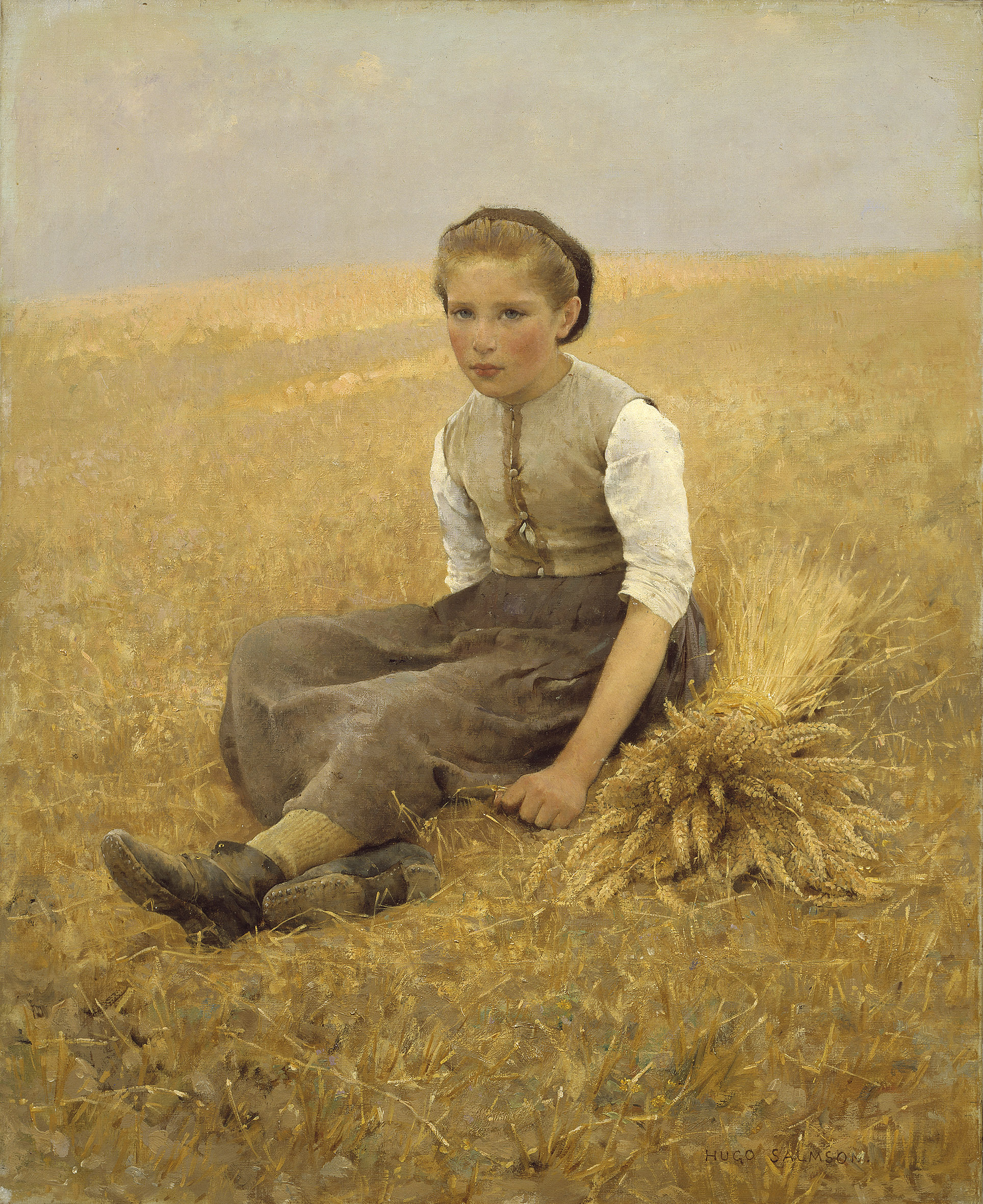
Die kleine Ährenpflückerin
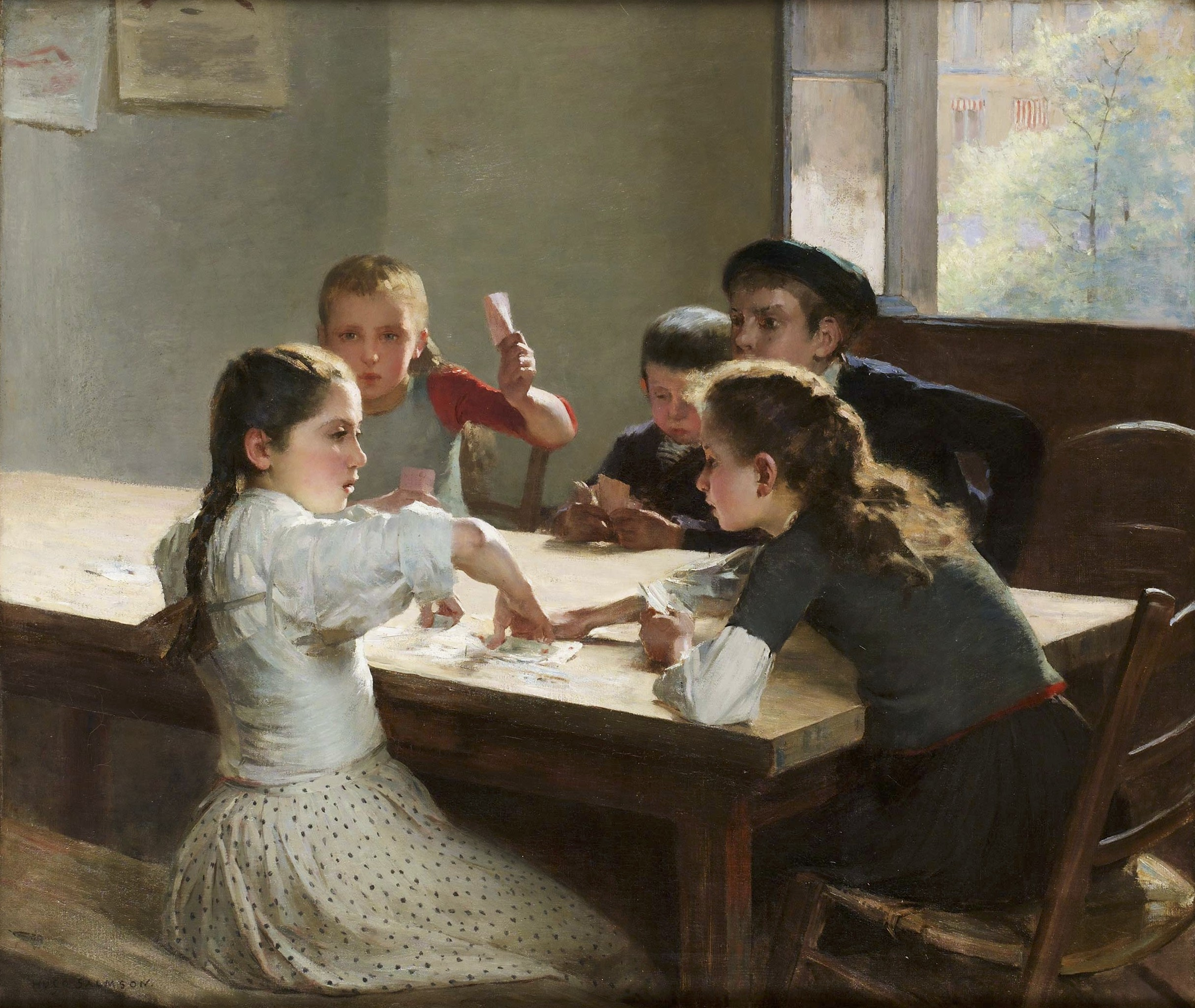
Interior mit kartenspielenden Kindern
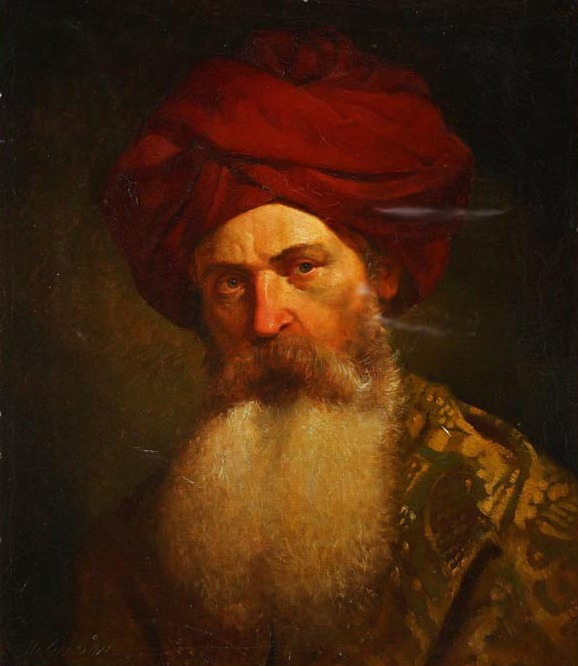
Mann mit Turban
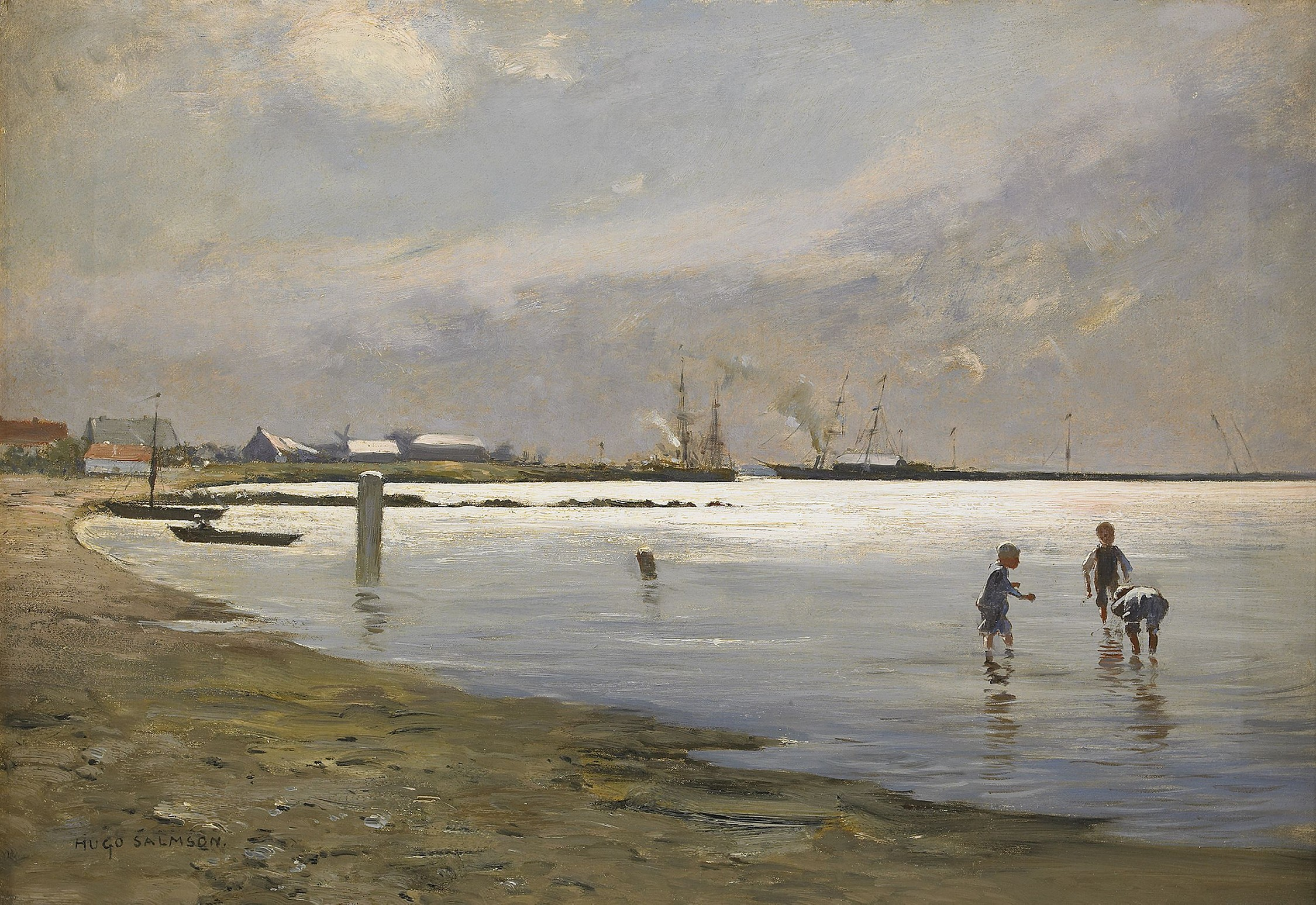
Spielende Jungen im Flachwasser – Motiv vom Hafen Trelleborg
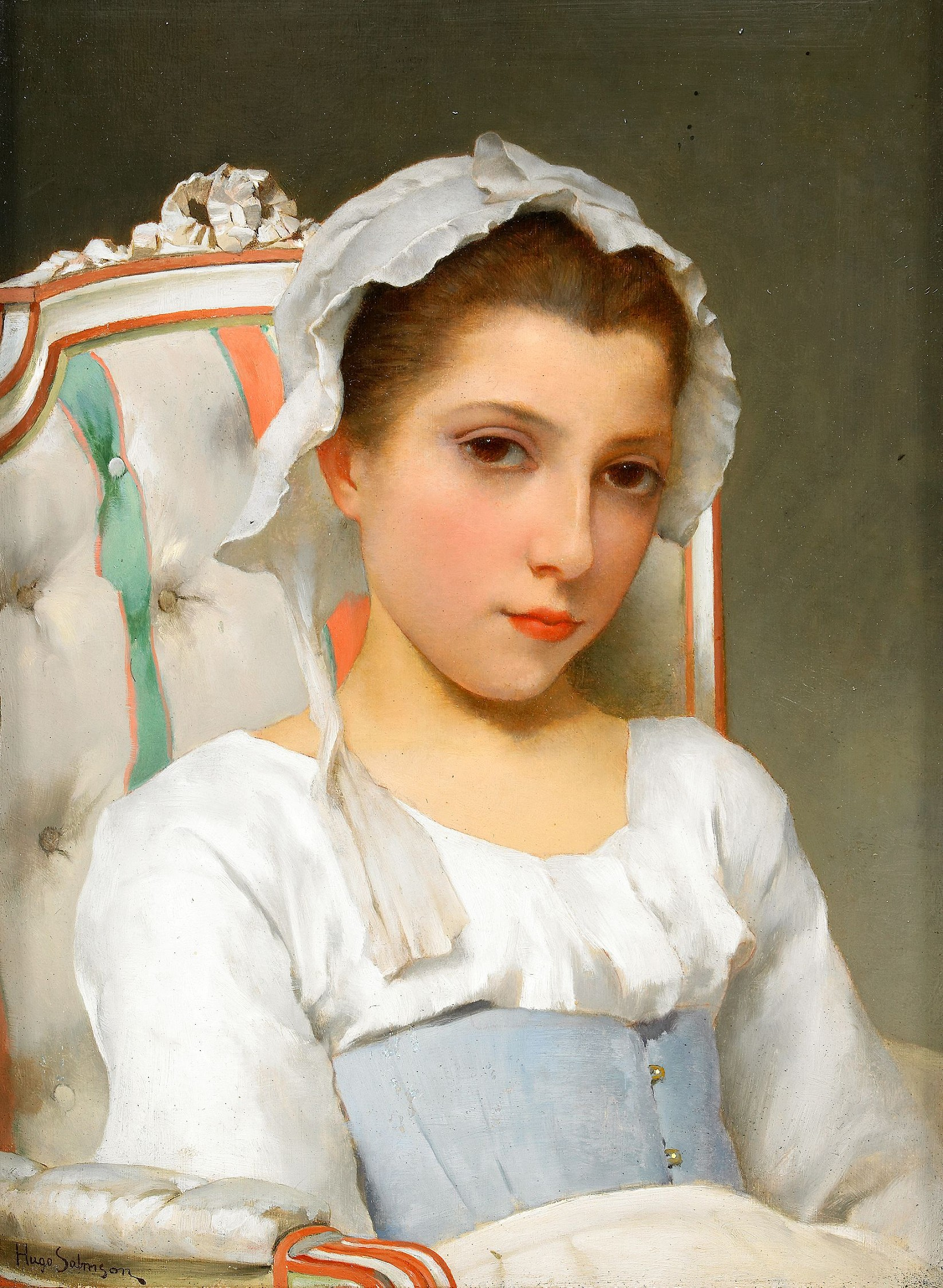
Porträt eines jungen Mädchens